# Limmat

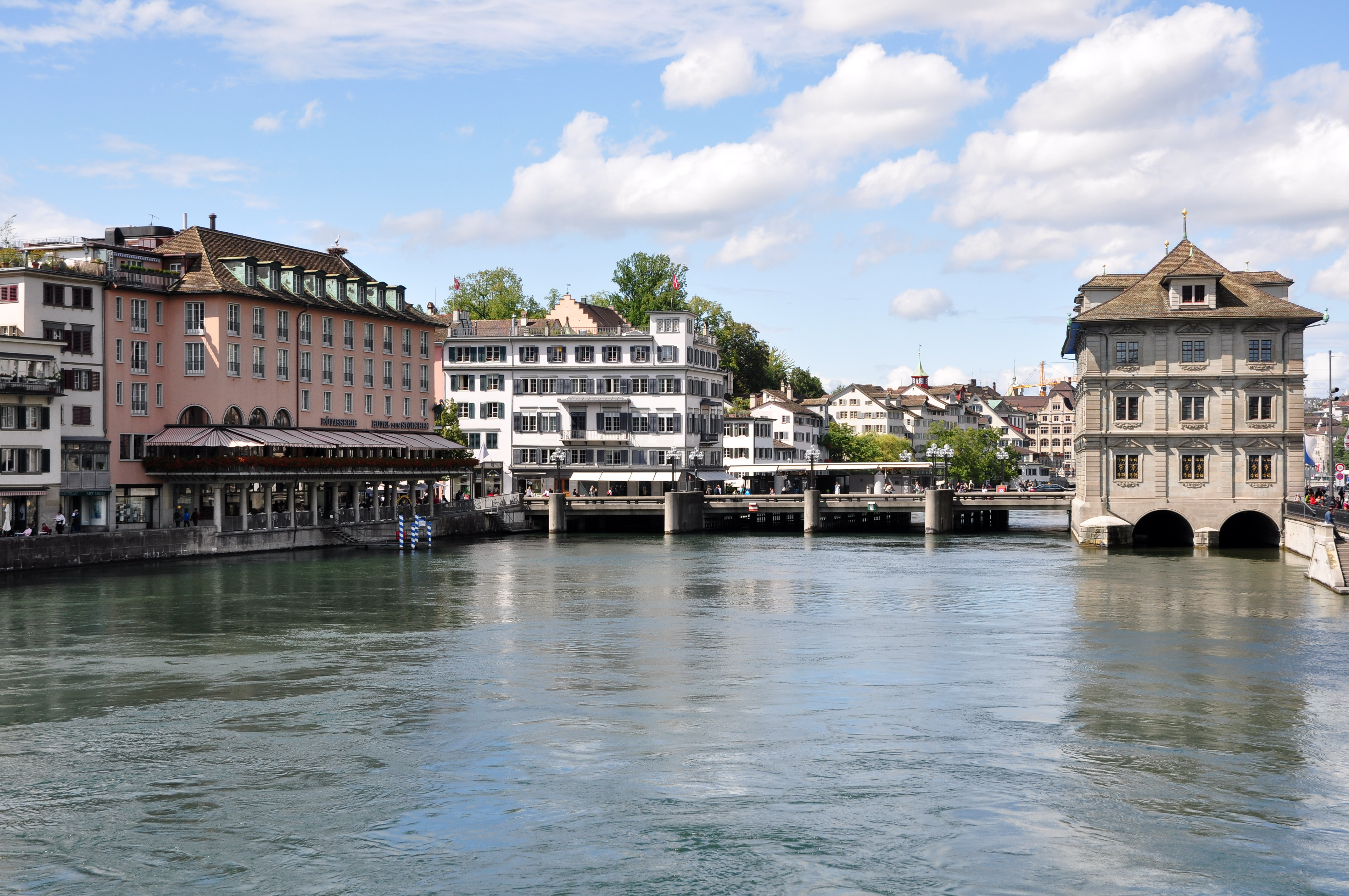
Rathausbrücke și Hotel zum Storchen la Weinplatz, Zürich

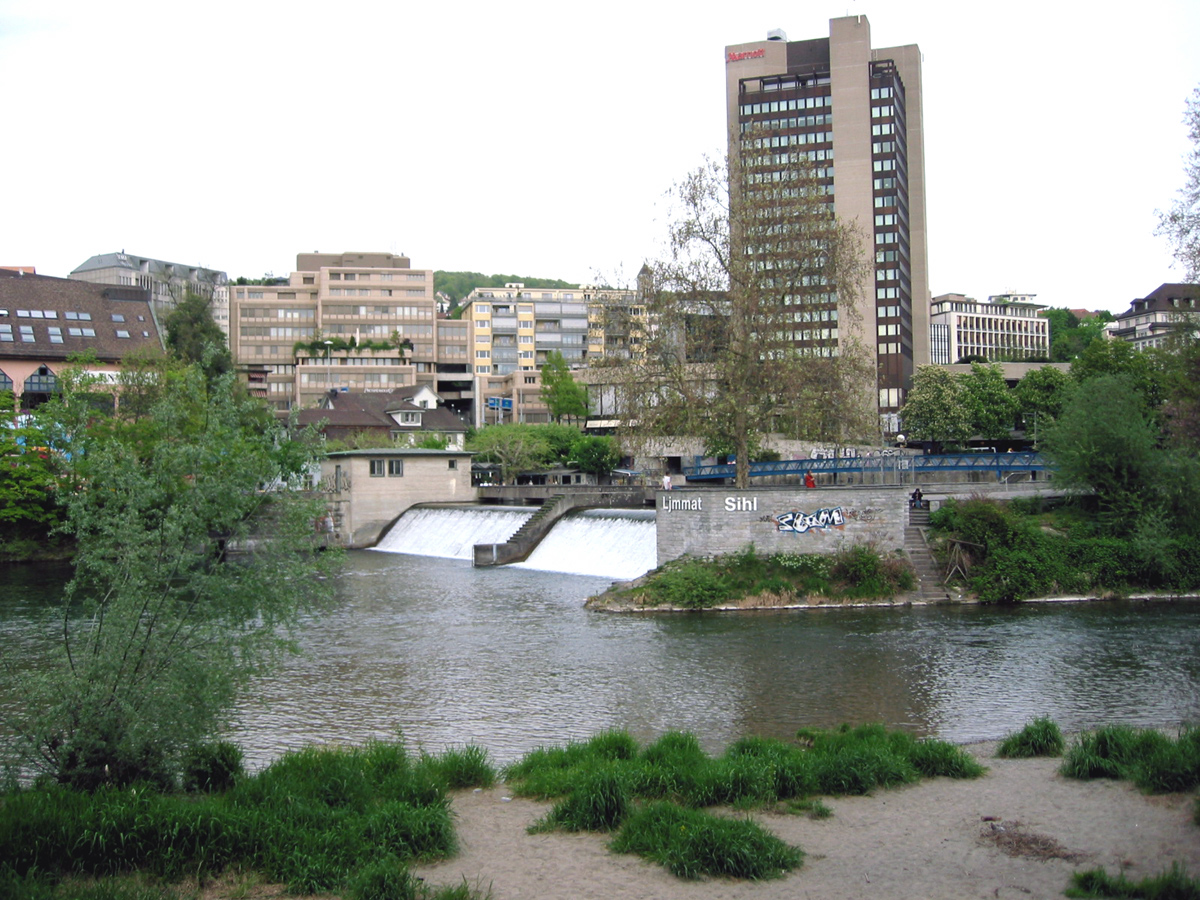
Confluența râurilor Limmat și Sihl, în aval de centrul orașului Zürich

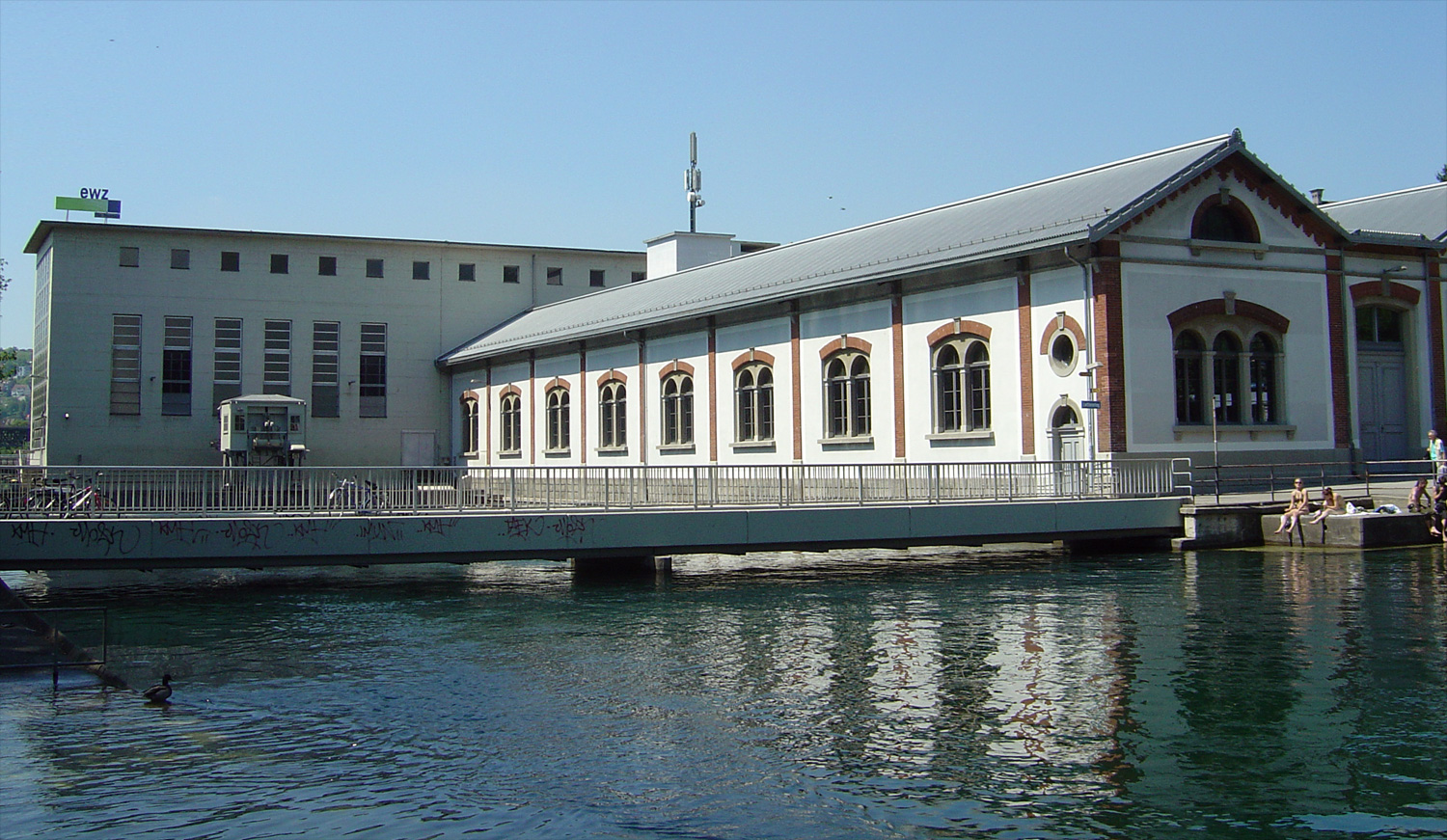
Centrala electrică Letten din Zürich

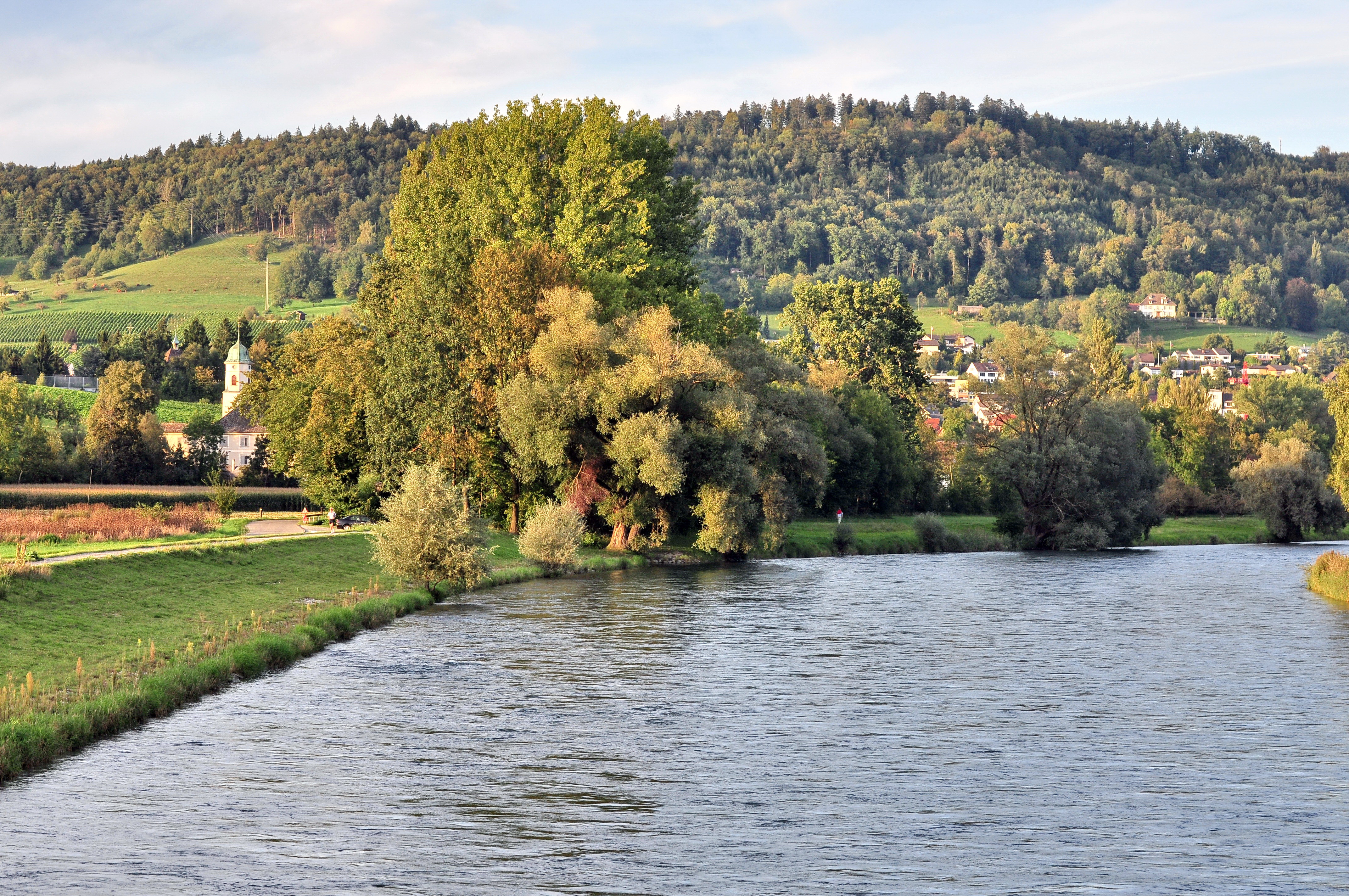
Kloster Fahr pe Limmat

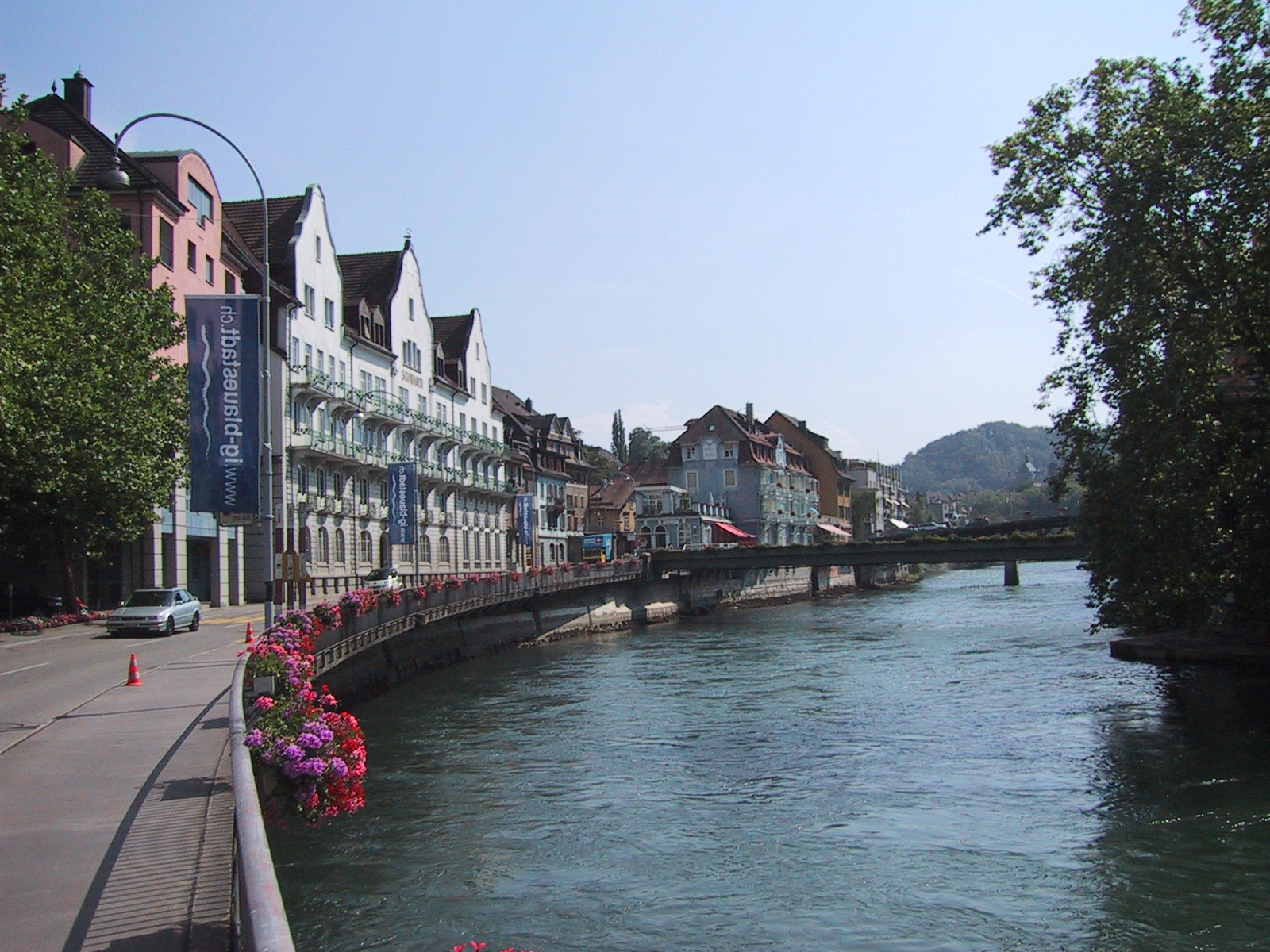
Limmat la Ennetbaden

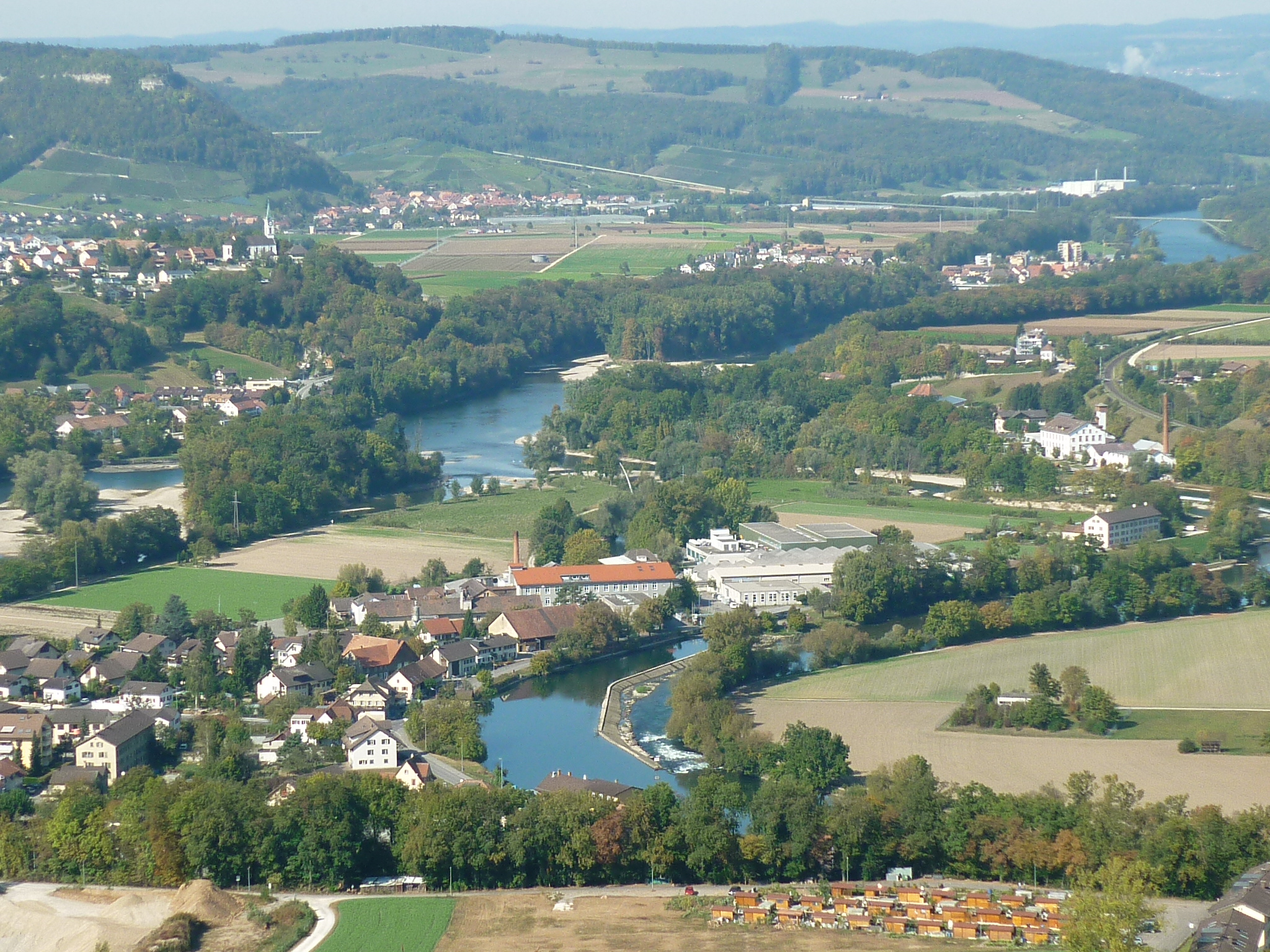
Confluența Aare (stânga) cu Limmat

Limmat este un râu în Elveția. Râul începe la ieșirea din lacul Zürich, în partea de sud a orașului Zürich. Din Zürich curge în direcția nord-vest, după 35 km ajungând la râul Aare. Confluența este situată la nord de micul oraș Brugg și la mică distanță de Reuss.
Principalele orașe de-a lungul văii Limmatului în aval de Zürich sunt Dietikon, Wettingen și Baden. Principalii afluenți sunt Linth (via Lacul Zürich), Sihl (în Zürich) și Reppisch (în Dietikon).
Hidronimul este atestat pentru prima dată în secolul al VIII-lea, sub numele de Lindimacus. Este de origine galică, provenind din lindo- „lac” (în galeză: llyn) și magos- „câmpie” (în galeză: maes) numele original fiind probabil „câmpia lacului”.

## Generarea de energie electrică
La fel ca multe râuri elvețiene, Limmat este utilizat intens pentru producția de energie hidroelectrică: de-a lungul a 35 km căderea apei acestuia este utilizată de nu mai puțin de zece centrale hidroelectrice. Acestea includ: 
| Stație                         | Capacitate (MW) | Locație         | Coordonatele geografice                       |
| ------------------------------ | --------------- | --------------- | --------------------------------------------- |
| Centrala Aue                   | 3,9             | Baden           | 47°28′13″N 8°18′40″E / 47.47034°N 8.31098°E   |
| Centrala electrică Dietikon    | 2,6             | Dietikon        | 47°24′36″N 8°24′30″E / 47.410137°N 8.408344°E |
| Centrala Höngg                 | 1               | Zurich          | 47°24′07″N 8°29′13″E / 47.401835°N 8.487035°E |
| Centrala electrică Kappelerhof | 6,8             | Baden           | 47°29′04″N 8°17′35″E / 47.484469°N 8.292945°E |
| Centrala electrică Letten      | 4               | Zurich          | 47°23′15″N 8°31′56″E / 47.387396°N 8.532321°E |
| Centrala electrică Schiffmühle | 2,6             | Untersiggenthal | 47°29′19″N 8°15′54″E / 47.488687°N 8.264937°E |
| Centrala electrică Turgi       | 1               | Turgi           |                                               |
| Centrala electrică Wettingen   | 26              | Wettingen       | 47°27′24″N 8°19′14″E / 47.456554°N 8.320631°E |

## Navigare
Istoric, Limmatul a fost o importantă cale de navigație. În secolele XII și XIII sunt înregistrate călătoriile de la Zurich la Koblenz AG. În 1447, împăratul Frederic al III-lea a acordat privilegiul navigării gratuite pe Limmat și pe Rin spre Zurich. Din cauza curentului, navigația era de obicei numai în aval, bărcile fiind vândute la sosire.
Astăzi, Limmat este navigabil pe mare parte din lungimea sa doar cu nave mici, multe dintre centralele hidroelectrice încorporând ecuze. Tipul tradițional de barcă folosit pe râu este un vas cu fund plat, cu o lungime tipică de circa 10 m.
Partea superioară a râului (prin centrul Zürich-ului) este navigabilă de către nave mai mari, deși limitată de podurile joase. Pe această porțiune a râului, Zürichsee-Schifffahrtsgesellschaft (Compania de navigație a lacului din Zurich) își desfășoară serviciul de transport pe Limmat, de la Landesmuseum până la Lacul Zürich, folosind bărci cu motoare de putere scăzută.

## Orașe de-a lungul râului
- În cantonul Zurich: 
  1. Zurich
  2. Oberengstringen
  3. Unterengstringen
  4. Schlieren
  5. Dietikon
  6. Geroldswil
  7. Oetwil an der Limmat
- În cantonul Aargau: 
  1. Spreitenbach
  2. Würenlos
  3. Neuenhof
  4. Wettingen
  5. Baden
  6. Ennetbaden
  7. Nussbaumen AG
  8. Untersiggenthal
  9. Turgi